# Кирково
Ки́рково (болг. Кирково) — село в Кирджалійській області Болгарії. Адміністративний центр общини Кирково.

## Населення
За даними перепису населення 2011 року у селі проживали 724 особи.
Національний склад населення села:
| Національність   | Кількість осіб | Відсоток |
| ---------------- | -------------- | -------- |
| болгари          | 387            | 94,4%    |
| турки            | 9              | 2,2%     |
| цигани           | 0              | 0%       |
| інша             | 7              | 1,7%     |
| не визначились   | 7              | 1,7%     |
| Всього відповіли | 410            |          |

Розподіл населення за віком у 2011 році:
Динаміка населення: